# Langbjerg (Hanved)
Langbjerg (dansk) eller Langberg (tysk) er en bebyggelse beliggende øst for Hanved og vest for Flensborg-Skæferhus ved randen af midtsletten i Sydslesvig i det nordlige Tyskland. Administrativ hører bebyggelsen under Hanved Kommune i Slesvig-Flensborg kreds, i den danske periode indtil 1864 under Hanved Sogn (Vis Herred, Flensborg Amt) ved grænsen til det flensborgske Mariæ Sogn (Vor Frue Sogn). Den har sit navn fra den langstrakte forhøjning ved vejen fra Friserbjerg vest for Flensborgs midtby hen til Hanved by. Stedet er tilsvarende delt af Ovre og Nedre Langbjerg. På sønderjysk kaldes stedet for hhv. Långbjerre og Longbjerre.
Stedet er omgivet af Gottrupelle i nord, flypladsen i Flensborg-Skæferhus i øst og Hanved Skov med Skovkro (Altholzkrug) i syd. Vest for landsbyen fører motorvejen A 7/E45 til den dansk-tyske grænse.
Langbjerg har udviklet sig til et næsten rent boligområde. Den lokale skole blev lukket i 1969 Der er dansk forsamlingshus i Ovre Langbjerg.